# Radiostacja AK w Udrzynie
Radiostacja nadawczo-odbiorcza W-24 Armii Krajowej podlegająca Obwodowi AK Opocznik i pracująca dla Komendy Głównej AK położona w czasie II wojny światowej w leśniczówce niedaleko miejscowości Udrzyn nad Bugiem, przy pomocy której planowano przekazywać meldunki do władz w Londynie.
Jej pracą kierował por. Edward Nowicki ps. „Tyczka”
Radiostacja namierzona została 4.4.1944 po nadaniu krótkiego meldunku przez 612 specjalną kompanię Wehrmachtu poruszającą się w pobliżu z aparaturą nasłuchową. Następnego dnia otoczona została przez Niemców sąsiednia zagroda.
Żołnierzom udało się uciec i wznowić nadawanie z pobliskich Bojan, jednak także tam zostali namierzeni. Teren otoczony został przez skierowany do akcji oddział Wehrmachtu z trzema samochodami.
W obronie gajówki zginęli 5 kwietnia 1944 r. żołnierze III bat 13 pp AK strz. Ireneusz Małaszek ps. „Jeżyk”, strz. Mieczysław Komor ps. „Wiklina”. Radiotelegrafista plut. Janicki został ciężko ranny pojmany przez Wehrmacht i ślad po nim zaginął.
W Udrzynie znajduje się pomnik ku czci poległych 5 kwietnia 1944.
12 maja 2019 miała miejsce uroczystość w 75. rocznicę wypadków wokół radiostacji.